# Никодим (Ротов)
Никодим (в миру Борис Георгійович Ротов; 15 жовтня 1929, село Фролово, Кораблінський район, Рязанська область — 5 вересня 1978, Ватикан) — ієрарх Російської православної церкви; з 9 жовтня 1963 — митрополит Санкт-Петербурзький і Ладозький. З 1960 до 1972 року — голова відділу зовнішніх церковних зв'язків Московського патріарату, екуменіст. На пропозиції КҐБ СССР 1972 року підписав проєкт листа, що засуджував нібито «наклепницьку діяльність» російського письменника Александра Солженіцина. Раптово помер у Ватикані.

## Дитинство і освіта
Никодим Ротов народився 15 жовтня 1929 року в селі Фролово, Кораблінського району Рязанської області. Можливо в родині езрянським корінням.
Книга «Людина Церкви», складена митрополитом Ювеналієм Поярковим, про батька майбутнього митрополита говорить так: «Батько, Георгій, працював у Рязанському Губернському Земельному управлінні інженером-землевпорядником». Мати, Єлизавета Сіонська, була донькою священика Рязанської єпархії.
Після закінчення середньої школи вступив 1947 року в Рязанський педагогічний інститут (нині Рязанський державний університет) на факультет природознавства.

## Постриг, ієрейське висвячення і духовна освіта
19 серпня 1947 року прийняв чернечий постриг; висвячений на ієродиякона архієпископом Ярославським і Ростовським Димитрієм Градусовим, із зарахуванням до Ярославського архієрейського дому; при цьому продовжував жити в Рязані й навчатися в педінституті. Як згадував сам Никодим в промові при нареченні, 9 липня 1960 року, в Трапезному храмі Троїце-Сергієвої Лаври, «на служіння Святій Церкві я вступив, коли приснопам'ятний мною схиархімандрит Лазар висвятив мене в чернецтво». Своє чернече ім'я Никодим він пізніше оформив і як цивільне ім'я.
Влітку 1949 року залишив педінститут після закінчення другого курсу.
20 листопада 1949 року тим же архієпископом Димитрієм висвячений на ієромонаха і призначений настоятелем храму на честь Різдва Христового в селі Давидове Ярославського району Ярославської області.
Деякий час служив другим священиком Покровського храму в Переславлі-Заліському.
7 серпня 1950 року призначений настоятелем храму на честь Святого Димитрія царевича в Угличі і благочинним Углицького округу.
У тому ж році вступив на заочний сектор Санкт-Петербурзької духовної семінарії, після закінчення якої був зарахований студентом Санкт-Петербурзької духовної академії.
У січні 1952 року призначений кліриком кафедрального собору в Ярославлі і секретарем архієпископа Ярославського і Ростовського; потім ключником собору. З грудня 1954 року — виконувач обов'язків настоятеля.
1955 року закінчив Санкт-Петербурзьку духовну академію. 1959 року за твір «Історія Російської духовної місії в Єрусалимі» удостоєний ступеня кандидата богослов'я.

### В російській духовній місії в Єрусалимі
25 лютого 1956 року призначений членом російської духовної місії в Єрусалимі, а потім заступником начальника місії.
31 березня 1957 року митрополитом Крутицьким і Коломенським Миколою Ярушевичем зведений у сан ігумена з покладанням палиці.
25 вересня 1957 року призначений начальником російської духовної місії в Єрусалимі; зведений в сан архімандрита митрополитом Назаретським і всієї Галилеї Ісидором на прохання московського Патріарха Алексія І.
У березні 1959 року, після повернення в Москву з Єрусалиму, призначений завідувачем канцелярією Московської патріархії.

### Заступник голови ВЗЦЗ (1959—1960); голова Відділу зовнішніх церковних зв'язків Московської патріархії (1960—1972)
З 4 червня 1959 року — заступник голови Відділу зовнішніх церковних зв'язків (ВЗЦЗ) — митрополита Миколая Ярушевича — зі збереженням за собою посади завідувача канцелярією Московської Патріархії.
16 квітня 1960 року — голова Ради у справах РПЦ при Раді Міністрів Владімір Куроєдов і голова Комітету державної безпеки Олександр Шелепін направили в ЦК КПСС записку, в якій, з посиланням на інформацію від агентурних джерел КҐБ, пропонували «відвести митрополита Миколая від участі в роботі Світової ради миру, Совєцького комітету захисту миру і відсторонити його від керівної діяльності в Московській патріархії», домогтися на це згоди Патріарха Алексія І.
Крім того, в записці йшлося: «КҐБ вважав би за доцільне на посаду голови відділу зовнішніх церковних зв'язків призначити архімандрита Никодима Ротова і висунути його як представника РПЦ для участі в діяльності Світової ради миру і Совєцького комітету захисту миру».
21 червня 1960 року ухвалене рішення Священного синоду про звільнення з посади голови ВЗЦЗ митрополита Миколая Ярушевича; на його місце був призначений архімандрит Никодим із зведенням у сан єпископа Подільського.
Очолював делегації РПЦ на Всеправославних нарадах 1961, 1963, 1964 років на острові Родос (Греція) і 1968 року в Шамбезі поблизу Женеви (Швейцарія).
10 травня 1963 року призначений головою комісії при Священному синоді по розробці каталогу тем Всеправославного собору.
20 березня 1969 року призначений представником Московського патріархату в Міжправославній підготовчій комісії Святого Всеправославного собору.

### Єпископ Подольський (1960); єпископ— архієпископ— митрополит Ярославський (1960—1963); митрополит Мінський (1963)
10 липня 1960 року в Троїцькому соборі Троїце-Сергієвої лаври хіротонізований сонмом єпископів на чолі з патріархом Алексієм І на єпископа Подільського, вікарія Московської єпархії; як голова ВЗЦЗ, єпископ Никодим вступив в управління парафіями РПЦ в Угорщині, Фінляндії та Японії.
28 серпня 1960 року включений до складу новоствореної Комісії з міжхристиянських зв'язків при Священному синоді.
З 19 вересня 1960 року керував видавничим відділом Московської патріархії.
З 23 листопада 1960 року — єпископ Ярославський і Ростовський.
У ніч на 1 січня 1961 року був (вперше) серед гостей «на традиційній зустрічі Нового, 1961 року, влаштованій у Великому Кремлівському палаці урядом Союзу Радянських Соціалістичних Республік» (разом з патріархом Алексієм, митрополитом Крутицьким Пітиримом Свиридовим і керуючим справами Московської патріархії архієпископом Дмитровським Пименом).
16 березня 1961 року на засіданні Священного синоду патріарх Алексій І запропонував, щоб «особи, що займають посади Керуючого справами Московської Патріархії та Голови ВЗЦЗ Московської Патріархії, були в єпископському сані і перебували у званні Постійних Членів Священного Синоду», у зв'язку з чим Синод ухвалив «затвердити у званні Постійних членів Священного Синоду <…> єпископа Ярославського і Ростовського Никодима».
10 червня 1961 року возведений у сан архієпископа. На Архієрейському соборі 18 липня 1961 (про скликання Собору заздалегідь оголошено не було: архієреїв зібрали в Троїце-Сергієвій лаврі у зв'язку з днем пам'яті Сергія Радонезького) зробив доповідь про необхідність і своєчасність вступу РПЦ у Всесвітню рада церков.
У зв'язку з тим, що більшу частину часу проводив у Москві, домігся призначення до Ярославської єпархії вікарія.
26 березня 1961 року на єпископа Углицького був хіротонізований архімандрит Касіян Ярославський; хіротонію його наступника, архімандрита Варфоломія Ґондаровського, очолив архієпископ Никодим у Ярославлі 26 травня 1963 року.
11 травня 1963 року нагороджений правом носіння хреста на клобуку.
14 травня 1963 року Священний синод ухвалив «згідно з поданим проханням звільнити Преосвященного архієпископа Ярославського і Ростовського Никодима з посади голови Видавничого відділу».
3 серпня 1963 року призначений головою Комісії Священного синоду з питань християнської єдності, на яку тоді була перетворена Комісія з міжхристиянських зв'язків при Священному синоді; зведений в сан митрополита і 4 серпня призначений на Мінську і Білоруську кафедру.

### На Санкт-Петербурзькій кафедрі
9 жовтня 1963 року призначений митрополитом Санкт-Петербурзьким і Ладозьким, тимчасово-керуючим Олонецькою єпархією.
7 жовтня 1967 року призначений за сумісництвом керуючим Новгородською єпархією з титулом «Санкт-Петербурзький і Новгородський».
З 4 до 19 липня 1968 року очолював делегацію Московського патріархату на IV асамблеї Всесвітньої ради церков (ВРЦ) в Упсалі, Швеція; обраний до складу Центрального комітету ВРЦ; в тому ж році обраний головою комітету продовження робіт Християнської мирної конференції (ХМК).
16 грудня 1969 року призначений головою комісії з вивчення питання про прославлення в лику святих архієпископа Миколая Японського (канонізований лише Московською Церквою 10 квітня 1970). 17 березня 1970 року йому доручено тимчасове управління Патріаршими парафіями Північної і Південної Америки. У квітні 1970 року в США підписав угоду з митрополитом Нью-Йоркським Іринеєм про умови надання автокефалії Американської митрополії РПЦ, проте цей акт визнано нікчемним з канонічної точки зору представниками Вселенської патріархії.
12 квітня 1970 року вдостоєний права носіння двох панагій.
17 червня 1971 року указом патріарха Пімена нагороджений правом служіння з предносним хрестом.
У квітні 1972 року, в числі інших релігійних діячів — «учасників руху за мир», підписав проект листа, що засуджував «наклепницьку діяльність» Олександра Солженіцина.
У 1972 року в Никодима трапився інфаркт, після чого він подав прохання про звільнення його з посади голови відділу зовнішніх церковних зносин.
30 травня 1972 року рішенням Синоду Никодима звільнено з посади голови ВЗЦЗ.
Залишений головою комісії Священного синоду з питань християнської єдності, яка в тому ж засіданні Синоду була перейменована в комісію Священного синоду з питань християнської єдності і міжцерковних стосунків.
3 вересня 1974 року призначений Патріаршим Екзархом Західної Європи.
З 23 листопада до 10 грудня 1975 року очолював делегацію російської церкви на V Генеральній асамблеї ВРЦ в Найробі; був обраний президентом Всесвітньої ради церков.

## Зовнішньополітична діяльність
Зіграв ключову роль в переговорному процесі, в результаті якого було врегульовано канонічний статус — з точки зору Московського патріархату — Митрополичого округу в Північній Америці (російської православної греко-кафолицької церкви в Америці): останній нібито була дарована автокефалія Патріаршим і Синодальним Томосом в 1970, що засновував автокефальну православну церкву в Америці. Одночасно в юрисдикцію Московської патріархії як автономна поверталася Японська православна церква, що не було визнано світовим православ'ям.
Брав участь у багатьох екуменічних зустрічах, міжправославних нарадах, міжнародних миротворчих конференціях, був включений до делегації РПЦ МП на родоських Всеправославних нарадах.
Найбільший інтерес традиційно викликають відносини з римсько-католицькою Церквою і державою Ватикан, що здійснювалися Никодимом від імені Московського патріархату. Характерно, що Іоанну XXIII він присвятив магістерську дисертацію, видану у вигляді монографії вже посмертно.
Аналіз документів свідчить, що яким би не було його особисте ставлення до Римської церкви, політика, що проводилася Никодимом, завжди була в руслі зовнішньополітичної лінії совєцького керівництва, яке не мало дипломатичних відносин зі Святим престолом і до серпня 1962 року вважало Ватикан одним з центрів глобального «антисовєцького впливу».
Перші виступи Никодима про Римську церкву не відрізнялися принципово за своєю тональністю від промов інших ієрархів Патріархії в післявоєнний період, що викривали «не тільки антихристиянську, але навіть і аморальну сутність папізму». Так, у своїй доповіді «Світ — служіння Христу» на Першій Світовій загальнохристиянській конференції на захист світу 14 червня 1961 Никодим казав:

Дві тенденції вбачаються у розвитку папської системи — тенденція до утвердження панування папи над Церквою і світом і тенденція до проголошення папської непогрішності у справах віри. Папська теорія є найбільш яскравим і сконцентрованим вираженням того духу зовнішнього законництва і обмирщения, якою просякнуте значною мірою вчення і життя Католицької Церкви.
 <…> Прагнення до панування земного кидало і кидає Римську Церкву в самий центр політичної міжнародної боротьби. Це прагнення змушувало і змушує і понині Папський Рим бути рушійною силою різних агресивних політичних асоціацій і діяти на шкоду християнства, підривати самі корені християнської віри і сьогоднішньої великої місії церковного спілкування. <…> Загіпнотизована перспективою повноти папської влади, римська курія своїми земними інтересами і зв'язками міцно вросла в старий лад життя, нерозривно зв'язала себе з імперіалістичними задумами і досі залишається глухою, і частіше ворожою до морально-соціальних запитів мас, що борються за ідеали свободи, рівності і братерства.

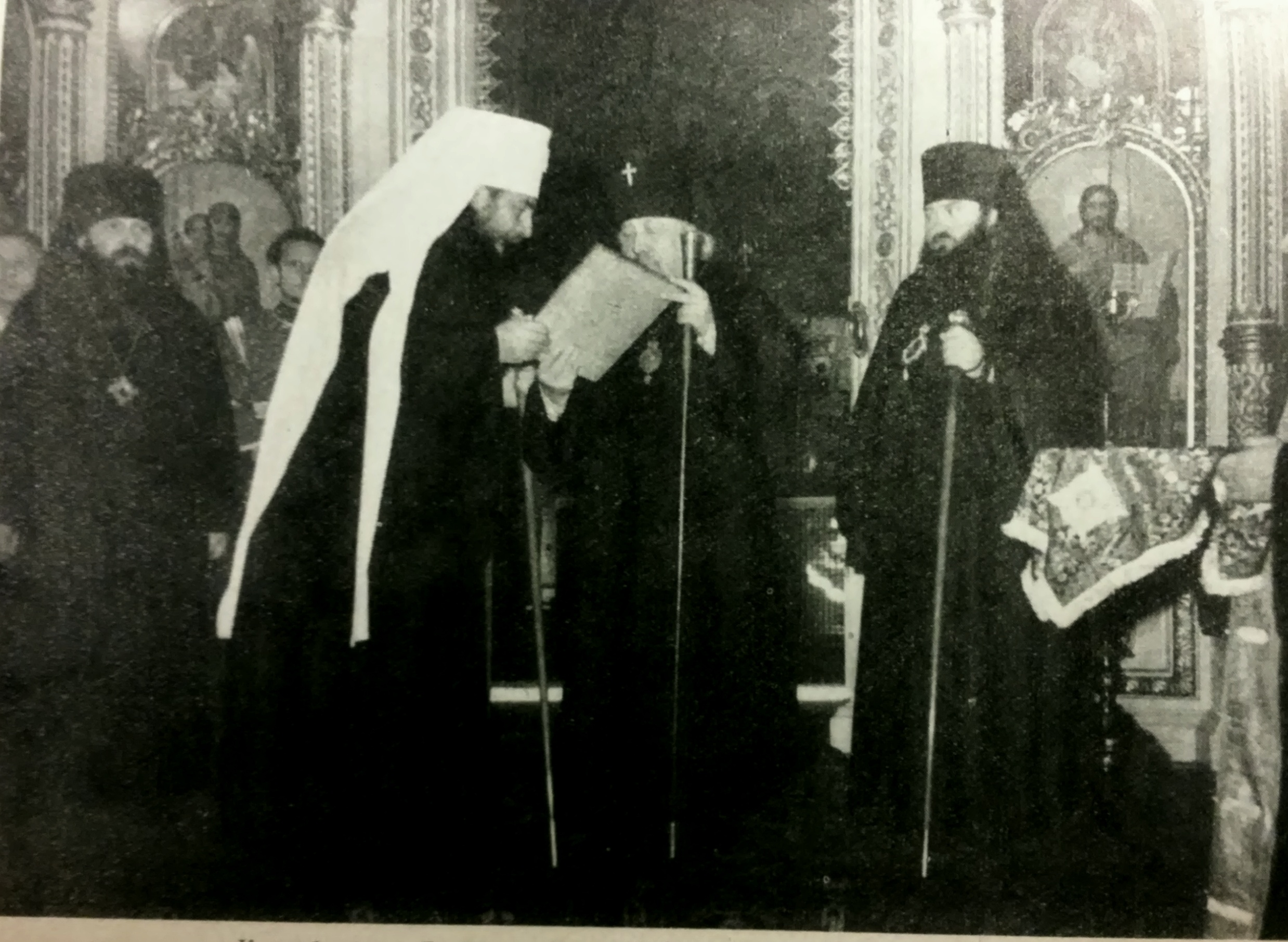
Єпископ Никодим (крайній зліва) на зустрічі з делегацією Польської православної церкви

У зв'язку з підготовкою Другого Ватиканського собору секретар з питань християнської єдності кардинал Августин Беа запропонував представникам Православної церкви бути присутніми на Соборі в якості спостерігачів; пропозиція була перш за все звернена до Константинопольського патріархату — Патріарху Афінагору І.
У Журналі Московської Патріархії № 5 за 1961 рік з'явилася редакційна стаття Non possumus, яка, перерахувавши звичайні пункти православної критики католицизму, відповідала на запрошення кардинала: «Московська Патріархія відповідає кардиналу Беа: Non possumus !» (категорична відмова).
Улітку 1962 року розпочало змінюватися ставлення керівництва Совєцького Союзу до папи Римського: «Совєцькі дипломати і спецслужби почали наводити мости для контактів з Ватиканом, глава якого в той період — „червоний тато“ Іоанн XXIII також намагався нарощувати мирні зусилля».
Під час конфіденційної зустрічі в серпні 1962 року в Парижі секретаря Комісії зі сприяння християнській єдності Йоханнеса Віллебрандса з Никодимом з'ясувалося, що «Кремль міг би погодитися на присутність спостерігачів РПЦ на Другому Ватиканському Соборі, якби Ватикан зміг гарантувати, що цей Собор не стане антирадянським форумом».
У вересні 1962 року в інтерв'ю французькому журналісту Жану Гульє Патріарх Алексій І говорив про близькість Церков «один одному в галузі віровчення і літургії». Стаття Non possumus була офіційно оголошена приватною думкою її автора А. Вєдьорнікова.
27 вересня — 2 жовтня 1962 року Йоханнес Віллебрандс офіційно відвідав Москву, де 30 вересня «був присутній в церкві Петра і Павла в Лефортові за літургією, яку здійснював архієпископ Никодим»; 10 жовтня Священний синод ухвалив прийняти запрошення Ватикану надіслати спостерігачів, визначивши склад делегації: протоієрей Віталій Боровий і архімандрит Володимир Котляров.
12 жовтня абсолютно несподівано для всіх інших помісних православних Церков делегація РПЦ відбула з Москви до Риму на першу сесію Собору, що відкрився 11 жовтня. «Тим часом, напередодні, ввечері, патріарх Афінагор І телеграфував до Риму, що глави православних церков, включаючи патріарха Московського, вирішили не надсилати спостерігачів».
За твердженням доньки Микити Хрущова Ради Аджубей під час аудієнції у Папи Івана XXIII, що відбулася 7 березня 1963 року, на якій були її чоловік, тоді головний редактор «Известий» Олексій Аджубей, вона сама і якийсь єзуїт російського походження «отець Кулик», Аджубей передав Папі лист Хрущова; а Папа, за її словами, «вручив йому свій лист для мого батька, який написав кирилицею в нашій присутності».
Друга сесія Ватиканського собору відкрилася 29 вересня 1963 року.
Митрополит Никодим «15 вересня 1963 року наніс візит ввічливості Його Святості Папі Павлу VI, який прийняв його в приватній аудієнції <…> поклав квіти на могилу Папи Івана XXIII та звершив літію за упокій його душі».
Примітно, що Патріарх Афінагор І навіть не послав привітань з нагоди обрання Павла VI і не направив представника на його інтронізацію.
1963 року в Римі почалися переговори між Ватиканом і Совєцьким Союзом про встановлення дипломатичних відносин. У них брали участь посол Совєцького Союза в Римі Семен Козирєв і кардинал Беа. Як і перша аналогічна спроба в середині 1920-х років, переговори закінчилися безрезультатно через небажання совєцького керівництва полегшити становище віруючих в Совєцькому Союзі.
У відповідь на ініціативу в доповіді митрополита Никодима «Діалог з римо-католиками про сучасну християнську соціальну думки», прочитаній ним в Женеві в липні 1966 року на конференції «Церква і суспільство», в грудні 1967 року в Санкт-Петербурзькій духовній академії за пропозицією і під керівництвом єпископа Мауріамського Віллебрандса, а також єпископа Зарайського Ювеналія Пояркова, пройшли перші співбесіди між богословами Римської церкви і РПЦ, які тривали і згодом.

## Смерть у Ватикані
Обставини смерті митрополита Никодима досить докладно описані в «Журналі Московської Патріархії» № 11 за 1978 рік.
Никодим був у Ватикані на чолі делегації РПЦ з нагоди інтронізації папи Римського Іоанна Павла I 3 вересня 1978 року.
5 вересня, о 10-й годині ранку під час авдієнції у папи, на яку митрополит Никодим пішов, незважаючи на те, що, за свідченням очевидців, виглядав дуже втомленим, у нього стався серцевий напад — миттєва зупинка серця. Приступ стався, коли Никодим представляв папі архімандрита Лева Церпіцького. «Журнал Московської Патріархії» писав: «Папа прочитав відхідні молитви і молитву про відпущення гріхів. Прибув державний секретар кардинал Іоанн Вілло і також звершив молитву біля тіла покійного митрополита».
Смерть Никодима породила конспірологічну версію про отруєння російського митрополита отрутою в піднесеному напої, призначеному нібито понтифіку (Іоанн Павло I через 22 дні помер і також через інфаркт).
Прощання було в Римі і Санкт-Петербурзі; відспівування — у Санкт-Петербурзі. Похований на Нікольському цвинтарі Олександро-Невської Лаври.
Те, де і як сталася смерть, викликало подив у деяких представників російської церкви; їхні почуття висловив архієпископ Василь Кривошеїн у своїх спогадах:

Це сталося у Ватикані, в присутності Папи, далеко від своєї єпархії і взагалі від православних. Звичайно, будь-яка смерть є Божою таємницею, і є відвагою судити, чому вона трапляється в той чи інший момент і що вона означає, але особисто я (і, думаю, більшість православних) сприйняли її як знамення Боже.
Може бути, навіть як втручання Боже, як несхвалення того поспіху і захоплення, з яким проводилася митрополитом справа зближення з Римом. Всі його поїздки на уклін до Папи, причащання католиків і навіть співслужіння з ними, і все це в атмосфері одночасно прихованості і демонстративності. Праві ми були або не праві, — один Бог це може знати. Але такою було наше безпосереднє переважне православне переживання.

## Гімнотворення
Маловідомою галуззю діяльності митрополита Никодима було церковне гімнотворення. Ним були складені кілька служб святим, які використовуються в православному богослужінні, серед них служба святому Іоанну Руському, служба святій Тавіфі, святому Миколі Японському, Собору ярославських святих та ін.

## Екуменізм і митрополит Никодим
Митрополит Никодим був відомий своїми екуменічними поглядами, які він втілював у життя. Епоха в житті РПЦ МП з 1960 до 1978 року, коли ВЗЦЗ знаходилося під керівництвом митрополита Никодима, відома серед противників екуменізму під назвою «никодимовщіни». Вона характеризується посиленням контактів РПЦ МП з Ватиканом.
Серйозні суперечки викликав наказ Священного Синоду від 16 грудня 1969, згідно з яким священнослужителям Московського Патріархату дозволялося «викладати благодать Святих Таїнств католикам і старообрядцям у випадках крайньої в цьому духовної необхідності для останніх і при відсутності на місцях їхніх священиків».
Це рішення породжене насамперед умовами «соціалістичної дійсності»: у багатьох регіонах Совєцького Союзу не було ні католицьких, ні старообрядницьких храмів, а тільки православні. В «Журналі Московської Патріархії» було опубліковано роз'яснення митрополита Санкт-Петербурзького і Новгородського Никодима, в якому підкреслювалося, що даний дозвіл допускається лише в разі хвороби і через неможливість звернення до священнослужителів своїх Церков.
«У таких випадках духовенству РПЦ належить проявляти пастирську турботу і викладати нужденним духовну розраду і Святі Таїнства». Згодом митрополит Никодим пояснював, що «подібне мало місце в 1878 році, коли Константинопольський Синод зобов'язав грецьких православних священиків здійснювати таїнства для вірмен там, де у них немає церков і священиків». Але самі греки засудили рішення синоду 1969 на Елладському синоді. Екуменічне рішення Помісного собору 1971 про причастя католиків у РПЦ, яке відстоював Никодим Ротов, було засуджене не тільки як таке, що суперечить віровченню православної церкви, її догматам і канонам, а як єретичне, на Архієрейському Соборі РПЦЗ в 1971. На ньому було винесено постанову: Никодим йшов в екуменізм набагато далі рішення синоду 1969 року.
14 грудня 1970 року в базиліці Св. Петра в Римі він викладав причастя православне католицьким клірикам, порушуючи багато правил православної церкви, з цієї причини собор РПЦЗ визначив його дії як зраду православ'я.

## Висловлювання
Думка про «комуністичний атеїзм»:

Об'єктивне вивчення атеїзму показує необхідність суворого розрізнення мотивів, що призводять до атеїстичному світогляду. Ми знаємо, що атеїзм комуністичний представляє собою певну систему переконань, що включає в себе моральні принципи, які не суперечать християнським нормам. Інший атеїзм — блюзнірський, аморальний, що виникає з бажання жити «вільно» від божественного закону Правди, існував переважно в надрах старого суспільства і найчастіше виникав на ґрунті дозвільного та розбещенного життя заможних класів. Християнство дійсно вважає смертним гріхом атеїзм другого типу, але по-іншому дивиться на атеїзм комуністичний.

## Нагороди
- 12 квітня 1970 — удостоєний права носіння другої панагії[43]
- 17 червня 1971 — удостоєний права служіння з предносним хрестом.
- Орден святого рівноапостольного великого князя Володимира I ступеня (13 травня 1963).
- Орден святого рівноапостольного великого князя Володимира II ступеня
- Орден святого рівноапостольного великого князя Володимира III ступеня
- Орден Фенікса (Греція)
- Національний орден Кедра (Ліван)
- Орден Югославської прапора (СФРЮ)
- Почесний член Санкт-Петербурзької Духовної академії
- Почесний член Московської Духовної академії

## Оцінки і думки про Никодима Ротова. Пам'ять
Оцінки митрополита Никодима як при його житті, так і по смерті є зовсім різними. Патріарх Московський і всієї Русі Пимен у слові на відспівуванні зазначав:

Владика митрополит Никодим був вірним сином РПЦ, з юнацьких років присвятив себе служінню Церкві Божій. Любов до Святої Церкви, обдарованість і працьовитість супроводжували його протягом його, по-людськи дуже короткого, життєвого шляху <…>
Він любив чернецтво і виявляв велику про нього турботу. Багато з тих архієрев і кліриків, що нині оточують його труну, були натхненні ним на обрання чернечого шляху<…>

Кардинал Йоханнес Віллебрандс сказав на відспівуванні:

Його любов до Христа і до церкви спонукала його до прагнення єдності. Він докладав невтомні зусилля для того, щоб познайомити нас, католиків, з богословськими, духовними та історичними багатствами православної церкви і, зокрема, російськкої православної церкви, вірним і люблячим сином і служителем якої він був завжди.<…>

Митрополит Крутицький і Коломенський Ювеналій Поярков сказав на відспівуванні:

Всі свої знання, весь запал християнської душі ти віддав миротворчості, також зовсім по-новому підходячи до цього служіння, глибоко осмислюючи вчення Христове, і не тільки цього вчив своїх співвітчизників, але на півночі і півдні, на заході і сході ти твердо і переконано відстоював світ і разом з тим говорив, що цього недостатньо, потрібна дружба між народами. Ось чому багато людей доброї волі нині разом з нами сумують через твою смерть.

Більшість священнослужителів, виплеканих і поставлених ним (як, наприклад, Патріарх Московський і всієї Русі Кирил Гундяєв, митрополит Ювеналій Поярков, митрополит Віктор Олійник, архімандрит Августин Нікітін, вважають його видатним церковним діячем і особистістю свого часу. Про заслуги Никодима йдеться, зокрема:

Чи відомо вам, що саме завдяки митрополиту Никодиму в 60-ті роки були врятовані наші духовні школи? Чи знаєте ви, що митрополит Никодим врятував наш єпископат? Адже Хрущов одного разу заявив, що через 20 років покаже по телебаченню останнього попа. Проводилась страшна антирелігійна кампанія, планувалося закриття духовних шкіл. Рада у справах релігій мала вказівку від Політбюро висвячувати священиків в єпископи.

Очікувалося, що старі єпископи вимруть і церква загине. Але невтомна діяльність митрополита Никодима принесла свої плоди. Він зумів довести, що для підтримки міжнародного престижу РПЦ необхідна плеяда молодих, грамотних єпископів. І буквально пробив висвячення. Цих єпископів називали никодимівцями і підозрювали в гріхах тільки через духовну близькість з митрополитом.
Митрополит Мінський і Слуцький Філарет Вахромєєв дає високу оцінку його діям по відстоюванню інтересів церкви в умовах гонінь на неї:

Владика Никодим Ротов був майстерним захисником Церкви в нерівній боротьбі з державою за виживання народу Божого, коли курс партії і уряду передбачав в найближчій історичній перспективі показати по телебаченню останнього священнослужителя на території величезної країни. І дарма сьогодні хтось сумнівається в реальності цієї мети <…>. Завдяки владиці Никодиму РПЦ знайшла голос, який звучав у всьому світі, і тому руйнувати її тіло владі було вже не вже і просто.

Митрополит Віктор Олійник не згоден зі звинуваченнями в прихильності митрополита Никодима до католицизму:

На моє глибоке переконання, владика Никодим був і залишається одним з найбільш православних ієрархів нашої церкви. Як він умів і любив служити! Ревно, благоговійно. І співслужащі, і майбутні відчували при ньому рідкісну молитовну повноту. Я завжди це називаю «никодимівським молитовним настроєм». Він надихав і захоплював кожну людину, аби наблизитися до Христа. Владика любив часто причащатися Святих Христових Таїнств, а тому часто звершував Божественну літургію, робив це навіть на одрі хвороби і скорботи — лежачи. Це про що свідчить? Про те, що він був людиною високої духовності і відданості православ'ю.

У консервативних колах російської церкви переважає негативна оцінка: в провину йому ставиться, насамперед, екуменізм і особливо його захоплення католицтвом. Про останнє з деяким здивуванням пише в спогадах про нього архієпископ Василь Кривошеїн:

Що багатьох з нас бентежило (як в Росії, так і на Заході), так це захоплення митрополита Никодима католицтвом! Захоплення це було багато в чому ірраціональне, майже патологічне. Почалося воно не відразу і з кожним роком все більше розвивалося. Думаю, що спочатку на нього вплинув А. Л. Казем-Бек. Пам'ятаю як ще в 1960 році в Москві, в розпал хрущовського гоніння на Церкву, він розвивав думку, що нам не потрібно шукати зближення з ВРЦ (це не серйозна організація), а ось католики — це інша справа, вони нам можуть допомогти і з ними потрібно об'єднуватися. Кажуть також, що довга, в 600 сторінок, магістерська дисертація митрополита Никодима в значній мірі була написана Казем-Беком. Вважаю, що до католицизму митрополита Никодима насамперед приваблювало уявлення про нього як про могутню, суворо дисципліновану єдину Церкву. Даремно ми багато разів йому говорили, що така картина не відповідає сучасній дійсності, що зараз в католицькій Церкві дисципліна підірвана гірше, ніж в Православ'ї.
Говорили йому, що священики служать месу, як кому заманеться, а богослови заперечують основні догми віри. Митрополит Никодим ні за що не хотів відмовитися від сформованого у нього переконання про католицизм! На нього діяла зовнішність.

«Всемогутнім єресіархом», «никодимовщиною» називає його і його діяльність публіцист Костянтин Душенов, опозиційно налаштований відносно до керівництва Московської патріархії.
Діяльність митрополита Никодима негативно оцінюється і ліберальними колами, головним чином за лояльність совєцької влади і відстоювання її інтересів на міжнародній арені. Правозахисник, дисидент і православний священик Георгій Едельштейн так характеризував церковно-політичний курс Никодима в 1994 році: «<…> це лінія злиття Церкви з державою, і головне — це лінія знищення Церкви. Це лінія, коли Моспатріархія стає засобом, знаряддям. І взагалі Церква стає засобом у політичній інтризі, боротьбі».

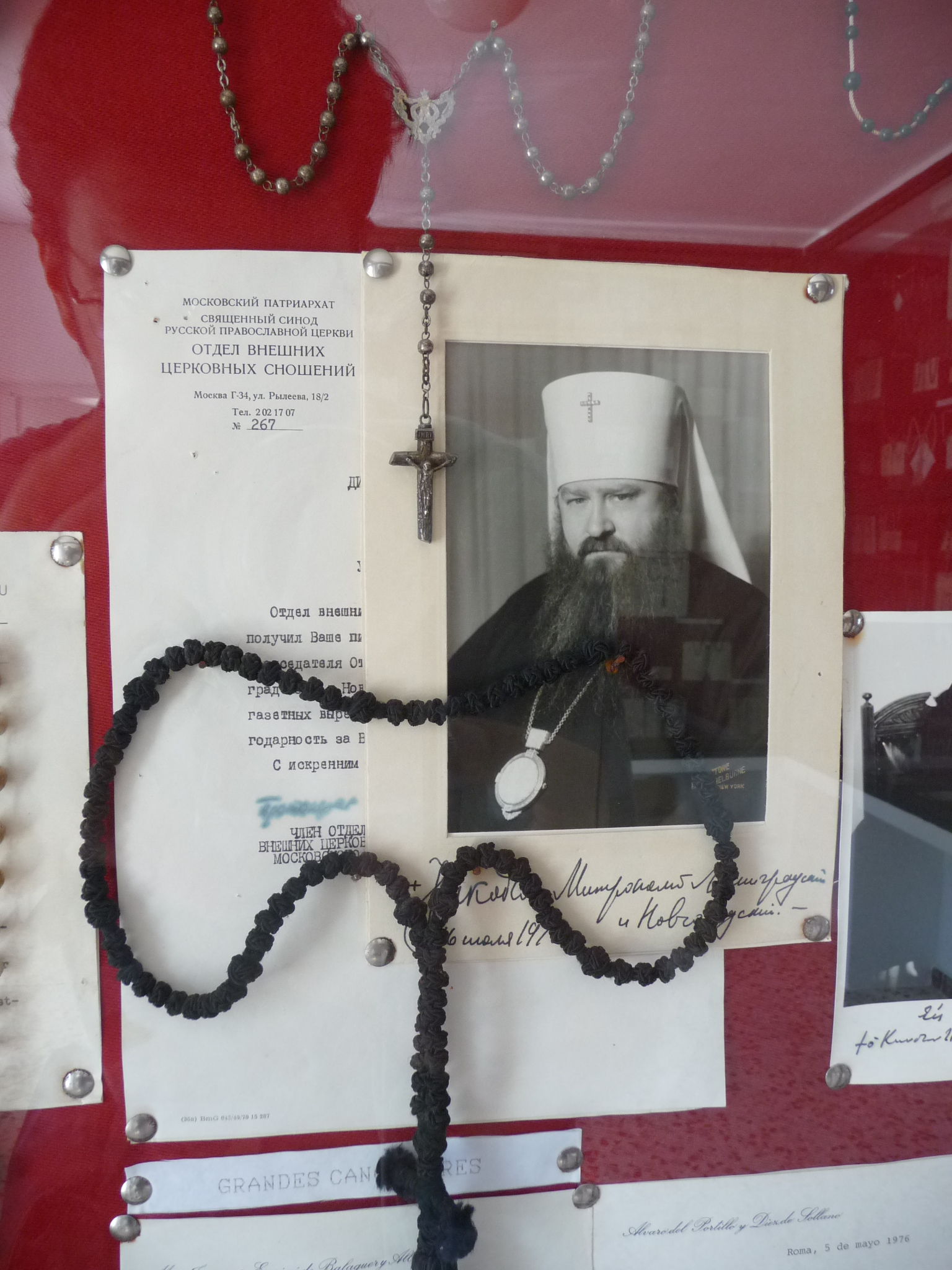
Католицькі та православні чотки, що належали митрополиту Никодиму.

По смерті Патріарха Алексія I виникла реальна можливість, що патріархом буде обраний митрополит Никодим.
У зверненні до Помісного собору 1971 року «З приводу новоявленого псевдовчення митр. Никодима Ротова» священника Миколи Гайнова і мирян Фелікса Кареліна, Льва Регельсона і Віктора Капітанчука була зроблена спроба показати, що митрополит Никодим з групою богословів протягом низки років «розвивав і насаджував в російській церкві нове вчення в дусі апокаліптичного релігійного комунізму, що соборно не обговорювалося, в якому давалася нова догматична формулювання тих основ християнської віри, що не були сформульовані в догматах Вселенських Соборів».
У вересні 2008 року Михайло Ардов (Російська православна автономна церква) вважав: «Те, що прийнято сьогодні називати „никодимівщиною“, — це друга фаза розвитку сергіанства». Журналіст, критик РПЦ Михайло Ситников тоді ж писав: «Те, що митрополит свідомо йшов на контакт зі спецслужбами більшовицької держави з самого початку своєї кар'єри, не може викликати особливих сумнівів. Це було властиво більшості ієрархів РПЦ МП до і після нього. Однак випадок саме Никодима Ротова найлогічніше вважати останнім апробуванням державно-церковних відносин, після якого політика спецслужб щодо ролі РПЦ МП при радянській владі склалася остаточно. <…> Не виключено, що один з її провідних ієрархів пішов на особистий ризик опору планам держави, яка розраховувала зробити з Церкви добровільного партнера в поширенні комуністичної ідеології. Після виявлення того, що діяльність митрополита не відповідає інтересам держави, але зміцнює позиції церкви, спецслужби ліквідували небезпечного „подвійного агента“ і відмовилися від перспективи спроб домовлятися з РПЦ МП назавжди. <…> Після митрополита Никодима церква розглядалася не як можливий партнер влади, а тільки в примітивно сервільний якості. Після невдалої „проби пера“ з Никодимом, відмова держави від партнерських відносин з Московською патріархією була настільки категоричною, що всі спроби подальшого керівництва РПЦ МП переграти ситуацію заново залишалися і донині залишаються приреченими на невдачу».
У січні 2009 року «друг молодості» архімандрита Кирила Гундяєва Вадим Мельников (на початку 1970-х років консул Представництва Совєцького Союзу в Женеві), згадуючи про приїзд митрополита Никодима в Женеву, говорив: "Він приїжджав туди в складі делегації. Кирило попередив його, що я консул, але маю стосунок до спецслужб. Я боявся цієї зустрічі, знав, що Никодим з ненавистю ставився до органів ".
12 жовтня 2009 року в Санкт-Петербурзі патріарх Кирило очолив пам'ятні заходи з нагоди 80-річчя від дня народження митрополита Никодима.
У січні 2018 до 40-річчя від дня смерті митрополита Никодима з ініціативи російськомовного приходу святителя Миколи Чудотворця в Лімасолі вулиця, на якій розташований храм даної громади, була названа «вулицею митрополита Никодима Ротова». Це перша в світі вулиця, названа на його честь.

## Праці
- Богословские труды. Сб. 20. Сборник посвящён Митрополиту Ленинградскому и Новгородскому Никодиму (+ 5 сентября 1978). М.: Издание Московской Патриархии, 1979.
- Митрополит Никодим (Ротов) — православный богослов в эпоху социализма. К 80-летию со дня рождения. Из богословского наследия Митрополита Ленинградского и Новгородского Никодима за 1956—1967 гг. СПб.: Князь-Владимирский соб., 2009. 218 с.
- Никодим, митрополит Ленинградский и Новгородский. Иоанн XXIII, Папа Римский. Wien, «Pro Oriente», 1984. 665 с. — магистерская диссертация